# Tel Malhata
Tel Malhata (hebreu: תל מלחתה; àrab: Tel Mihl) és una excavació situada al nord del desert del Nègueb (Israel) on s'han trobat alguns serekh de caps egipcis.